# Josep I de Portugal
Josep I de Portugal, dit el Reformador, (Lisboa, 6 de juny de 1714 - 24 de febrer de 1777) va ser rei de Portugal des del 7 de setembre de 1750 fins a la seva mort. El seu regnat es va caracteritzar per l'obra reformista del seu primer ministre, el marquès de Pombal.

## Orígens
Va néixer a Lisboa el 6 de juny de 1714, el tercer fill de Joan V de Portugal i de la seva esposa, Maria Anna d'Àustria. Per línia materna era net de l'emperador Leopold I i fou el germà gran del futur rei Pere III de Portugal.
Just en néixer, fou nomenat príncep de Brasil i, per tant, hereu al regne, per la mort del seu germà gran i primogènit del seu pare Pere de Bragança.

## Regnat
Amb 35 anys, el 7 de setembre de 1750, després de la mort del seu pare, fou aclamat com a rei i va accedir al tron portuguès. Va deixar el poder en mans de Sebastian de Melo, Marquès de Pombal. El poderós marquès va supervisar tots els aspectes de la política econòmica, social i colonial, amb la intenció de fer que Portugal es convertís en un rival per a les altres potències europees, així com per a preservar el seu propi estatus de poder, duent a terme una política reformista, característica del despotisme il·lustrat. La història del regnat de Josep I és en realitat la història del propi de Melo. Va crear per Decret de 5 d'abril de 1768 la Real Mesa Censòria amb l'objectiu de supervisar les obres destinades a ser publicades o difoses al Regne, que fins aleshores eren competència del Tribunal del Sant Ofici, del Desembargo do Paço i de l'Ordinário. També va fomentar les denúncies com a forma de controlar la societat. Alguns actes del seu govern van ser considerats especialment cruels, com el Procés de l'afer Távora i l'Incendi de les barraques de Monte Gordo, ja que pretenia traslladar els pescadors que hi vivien a Vila Real de Santo António, ciutat idealitzada per ell.
Pombal va implicar la Companyia de Jesús en l'afer Távora, un intent d'assassinat del rei el 3 de setembre de 1758, per la seva amistat amb alguns dels supòsits conspiradors. El 19 de gener de 1759, va emetre un decret que segrestava les propietats de la Companyia de Jesús en els dominis portuguesos i el setembre següent va deportar els pares portuguesos, aproximadament uns mil, als Estats pontificis, mantenint els estrangers a la presó. Entre els detinguts i executats hi havia Gabriel Malagrida, el confessor jesuïta de Leonor de Távora, denunciat per "crims contra la fe". Després de l'execució de Malagrida el 1759, la Companyia va ser suprimida per la corona portuguesa.
El regnat de Josep I va estar marcat pel terratrèmol de Lisboa l'1 de novembre de 1755, un dels terratrèmols més mortals de la història. Més de 100.000 persones van perdre la vida per culpa del sisme. El terratrèmol va fer que el rei desenvolupés una forta claustrofòbia i ja no es va sentir còmode vivint entre quatre parets. Per això, va traslladar la cort reial a un car complex de tendes localitzades als turons d'Ajuda. La capital es va reconstruir però a un cost molt elevat.
El 1776, va patir un atac de feridura, que va fer que nomenés regent la seva muller. Amb la mort de Josep I el 1777, el tron va passar a la seva filla, Maria I de Portugal i el govern de ferro del marquès de Pombal va arribar a la seva fi.

## Matrimoni
Per sol·licitud del seu pare, el 1729 es va casar amb la infanta Maria Anna Victòria de Borbó, filla de Felip V d'Espanya i d'Isabel Farnese. Es pactà un doble matrimoni, l'altre va ser el de la seva germana Maria Bàrbara amb el futur Ferran VI. El matrimoni es va celebrar per poders alhora a Elvas, per la part portuguesa, i a Badajoz, per l'espanyola, i el 19 de gener de 1729 la seva esposa entrà a Portugal. L'acord va comportar la fi d'anys de confrontació entre els dos països i va afavorir la política de neutralitat del monarca portuguès.
El matrimoni va tenir 8 fills, dels quals van arribar a la maduresa 4 filles:
- Maria (1734-1816), reina de Portugal, casada amb el seu oncle, Pere III.
- Maria Anna (1736-1813), infanta.
- Maria Dorotea (1739-1771), infanta.
- Maria Beneta (1746-1829), princesa del Brasil, casada amb el seu cosí, Josep.